# Markus López
Markus Javier López Winkler (Città del Messico, 17 giugno 1972) è un ex calciatore messicano, di ruolo centrocampista.